# Acryptolaria pseudoundulata
Acryptolaria pseudoundulata is een hydroïdpoliep uit de familie Lafoeidae. De poliep komt uit het geslacht Acryptolaria. Acryptolaria pseudoundulata werd in 2010 voor het eerst wetenschappelijk beschreven door Peña Cantero & Vervoort. 